# Scream Aim Fire
Scream Aim Fire è il secondo album in studio del gruppo musicale gallese Bullet for My Valentine, pubblicato il 28 gennaio 2008.

## Descrizione
La band ha dichiarato, durante un'intervista per Kerrang!, che Scream Aim Fire sarebbe stato più pesante rispetto al loro primo album The Poison.
La copertina dell'album è stata presentata nel sito web della band il 30 novembre e nel loro sito su MySpace. Il 14 dicembre il video musicale della canzone Scream Aim Fire è stato distribuito su YouTube.
Scream Aim Fire ha raggiunto la quinta posizione nella classifica nazionale britannica e la quarta in quella australiana. In più, ha raggiunto la quarta posizione su Billboard 200, vendendo la prima settimana circa 53 000 copie. Complessivamente Scream Aim Fire ha venduto 525 000 copie nel mondo di cui 270 000 copie negli Stati Uniti.
La canzone Scream Aim Fire è stata inoltre inserita nel videogioco Guitar Hero World Tour.

## Tracce
1. Scream Aim Fire - 4:30
2. Eye of the Storm - 4:04
3. Hearts Burst into Fire - 4:57
4. Waking the Demon - 4:08
5. Disappear - 4:05
6. Deliver Us From Evil - 5:58
7. Take it Out on Me - 5:52
8. Say Goodnight - 4:43
9. End of Days - 4:18
10. Last to Know - 3:15
11. Forever and Always - 6:46

Tracce bonus nell'edizione deluxe
1. Road to Nowhere - 4:19
2. Watching Us Die Tonight - 3:53
3. One Good Reason Why - 4:04
4. Ashes of the Innocent - 6:45
5. Scream Aim Fire (video)
6. Waking the Demon (video)
7. Hearts Burst into Fire (video)

Tracce bonus nell'edizione iTunes
1. Ashes of the Innocent - 4:13
2. Creeping Death - 6:35

DVD bonus nell'edizione deluxe
- Scream Aim Fire - video musicale
- The Making of Scream Aim Fire
- Bullet TV:
  - Welcome to the studio
  - Sonic Ranch Cribs
  - Night at the ranch (Part 1)
  - Night at the ranch (Part 2)
  - Quad Pinching
- Photo Gallery